# Hubert Zankl
Hubert Zankl (* 24. Oktober 1911 in Sankt Veit an der Glan; † 6. Februar 1989 in Feldkirchen in Kärnten) war ein österreichischer Politiker (SPÖ) und Bezirksschulinspektor. Er war von 1962 bis 1972 Abgeordneter zum Nationalrat.
Nach der Volksschule besuchte Zankl die Bürgerschule in Sankt Veit und wechselte danach an die Lehrerbildungsanstalt in Klagenfurt. 1930 legte er dort die Matura ab, 1933 erwarb er die Lehrbefähigung für Volksschulen. 1938 jene für Hauptschulen. Bereits ab 1930 arbeitete Zankl im Schuldienst in Kärnten, 1948 wurde er zum Hauptschuldirektor befördert, 1957 übernahm er die Funktion eines Bezirksschulinspektors.
Politisch wirkte Zankl zwischen 1950 und 1963 als Bürgermeister in Sankt Veit an der Glan, danach war er von 1963 bis 1966 Vizebürgermeister. Er wirkte zudem innerparteilich ab 1963 als Bezirksparteivorsitzender der SPÖ St. Veit an der Glan und war Mitglied der SPÖ-Landesparteivertretung. Er vertrat die SPÖ vom 14. Dezember 1962 bis zum 2. Oktober 1972 im Nationalrat. 